# Élections législatives de 1924 en Seine-et-Marne
Les élections législatives de 1924 ont eu lieu le 11 mai.

## Élus
|   | Député sortant         |  | Groupe parlementaire                | Député élu             |                | Groupe parlementaire               |
| - | ---------------------- |  | ----------------------------------- | ---------------------- | -------------- | ---------------------------------- |
| 1 | Félix Gaborit          |  | Entente républicaine démocratique   | Jacques-Louis Dumesnil |                | Radical et radical-socialiste      |
| 2 | Albert Ouvré           |  | Entente républicaine démocratique   | Arthur Chaussy         |                | Parti socialiste                   |
| 3 | Jules Prevet           |  | Entente républicaine démocratique   | Fernand Augé           |                | Radical et radical-socialiste      |
| 4 | Jacques-Louis Dumesnil |  | Parti radical et radical-socialiste | André Camille Chazal   |                | Radical et radical-socialiste      |
| 5 | Jules Lugol            |  | Gauche républicaine démocratique    | Jules Prevet           |                | Union républicaine et démocratique |
| 6 | Arthur Chaussy         |  | Parti socialiste                    | Siège supprimé         | Siège supprimé | Siège supprimé                     |

## Résultats départementaux

### Par listes
| Listes         | Listes                                  | Premier tour | Premier tour | Sièges |
| Listes         | Listes                                  | Voix         | %            | Sièges |
| -------------- | --------------------------------------- | ------------ | ------------ | ------ |
|                | Liste du Cartel des Gauches             | 42 725       | 50,07        | 4      |
|                | Liste d'Union républicaine démocratique | 29 386       | 34,44        | 1      |
|                | Liste du Bloc ouvrier-paysan            | 12 211       | 14,31        | 0      |
|                |                                         |              |              |        |
| Inscrits       | Inscrits                                | 101 771      | 100,00       | 5      |
| Votants        | Votants                                 | 86 498       | 84,99        |        |
| Abstention     | Abstention                              | 15 273       | 15,01        |        |
| Blancs et nuls | Blancs et nuls                          | 1 175        | 1,15         |        |
| Exprimés       | Exprimés                                | 85 323       | 83,84        |        |

### Par candidats
| Candidat       | Candidat               | Tendance       | Premier tour | Premier tour |
| Candidat       | Candidat               | Tendance       | Voix         | %            |
| -------------- | ---------------------- | -------------- | ------------ | ------------ |
|                | Félix Gaborit          | FR             | 29 467       | 34,54        |
|                | Jules Prevet           | FR             | 29 611       | 34,70        |
|                | Albert Ouvré           | FR             | 29 495       | 34,57        |
|                | Lesage                 | FR             | 29 073       | 34,07        |
|                | Cravoisier             | FR             | 29 286       | 34,32        |
|                |                        |                |              |              |
|                | Jacques-Louis Dumesnil | PRRRS          | 44 074       | 51,66        |
|                | Arthur Chaussy         | SFIO           | 42 487       | 49,80        |
|                | Fernand Augé           | PRRRS          | 42 624       | 49,96        |
|                | André Camille Chazal   | PRRRS          | 42 635       | 49,97        |
|                | Racine                 | SFIO           | 41 808       | 49,00        |
|                |                        |                |              |              |
|                | Fournier               | PC-SFIC        | 12 416       | 14,55        |
|                | Thiercelin             | PC-SFIC        | 12 237       | 14,34        |
|                | Chenu                  | PC-SFIC        | 12 177       | 14,27        |
|                | Rouvreau               | PC-SFIC        | 12 079       | 14,16        |
|                | Chevremont             | PC-SFIC        | 12 150       | 14,24        |
|                |                        |                |              |              |
| Inscrits       | Inscrits               | Inscrits       | 101 771      | 100,00       |
| Votants        | Votants                | Votants        | 86 498       | 84,99        |
| Abstention     | Abstention             | Abstention     | 15 273       | 15,01        |
| Blancs et nuls | Blancs et nuls         | Blancs et nuls | 1 175        | 1,15         |
| Exprimés       | Exprimés               | Exprimés       | 85 323       | 83,84        |